# Baziaș

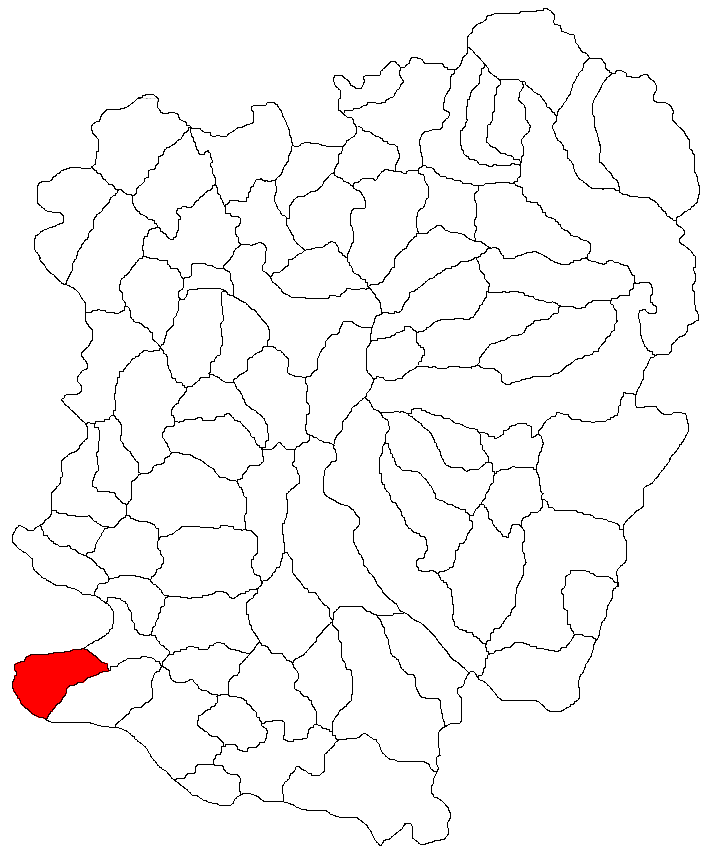
Lage der Gemeinde Socol im Kreis Caraș-Severin

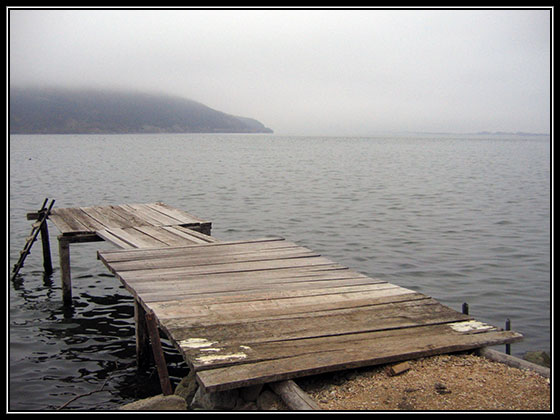
Die Donau bei Baziaș

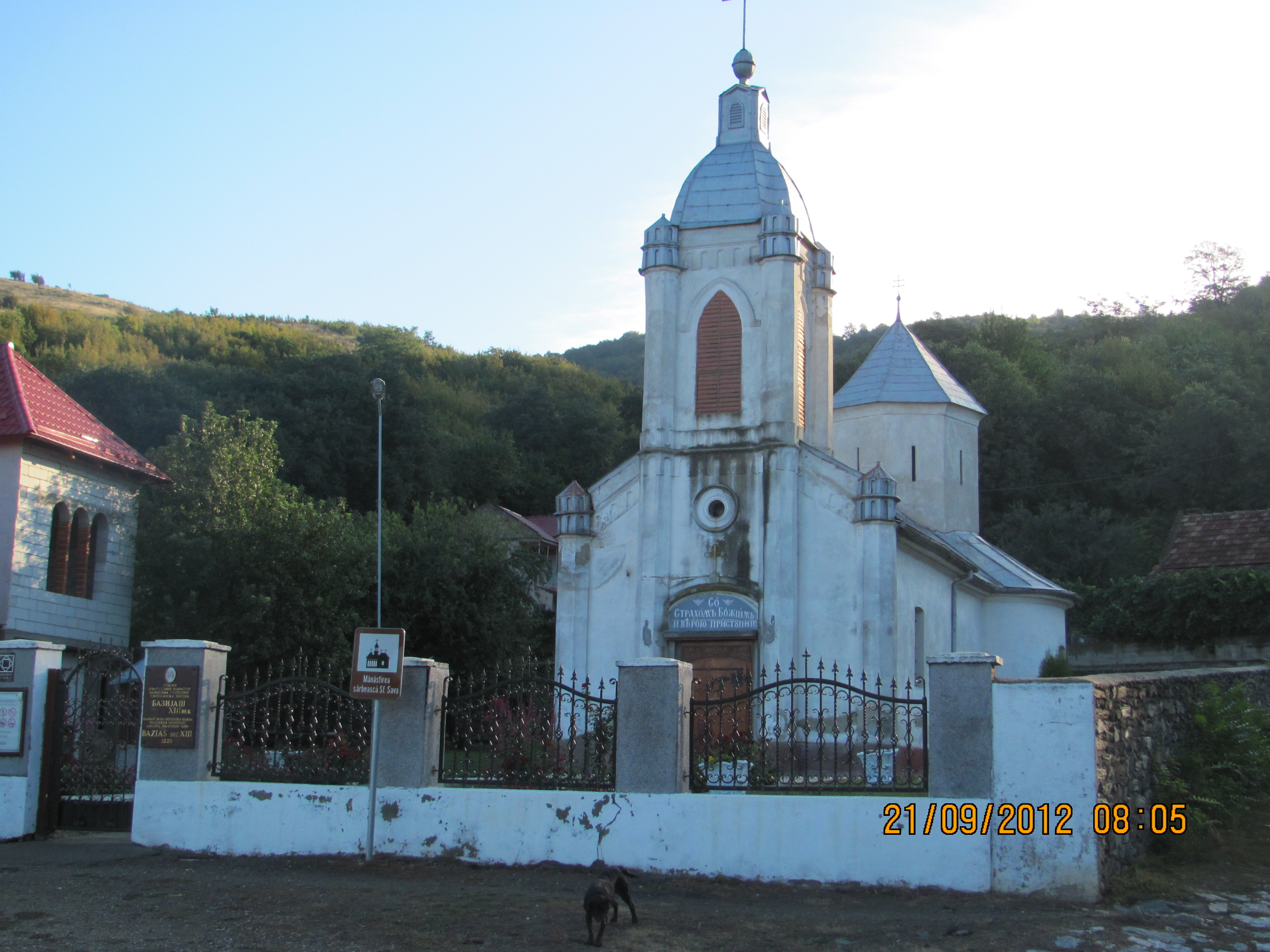
Das serbische Kloster von Baziaș

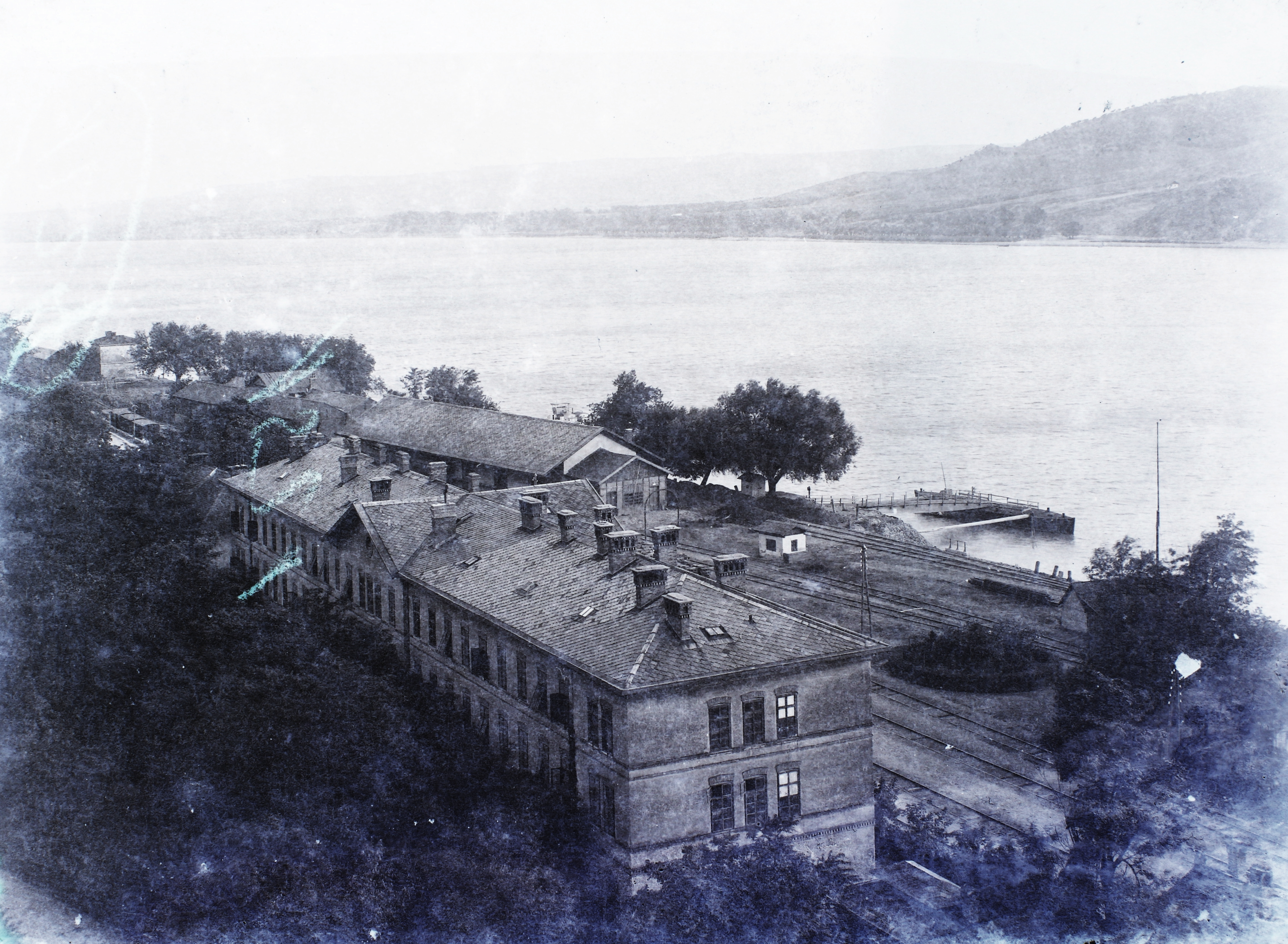
Hafen und Bahnhof bei Baziaș 1908

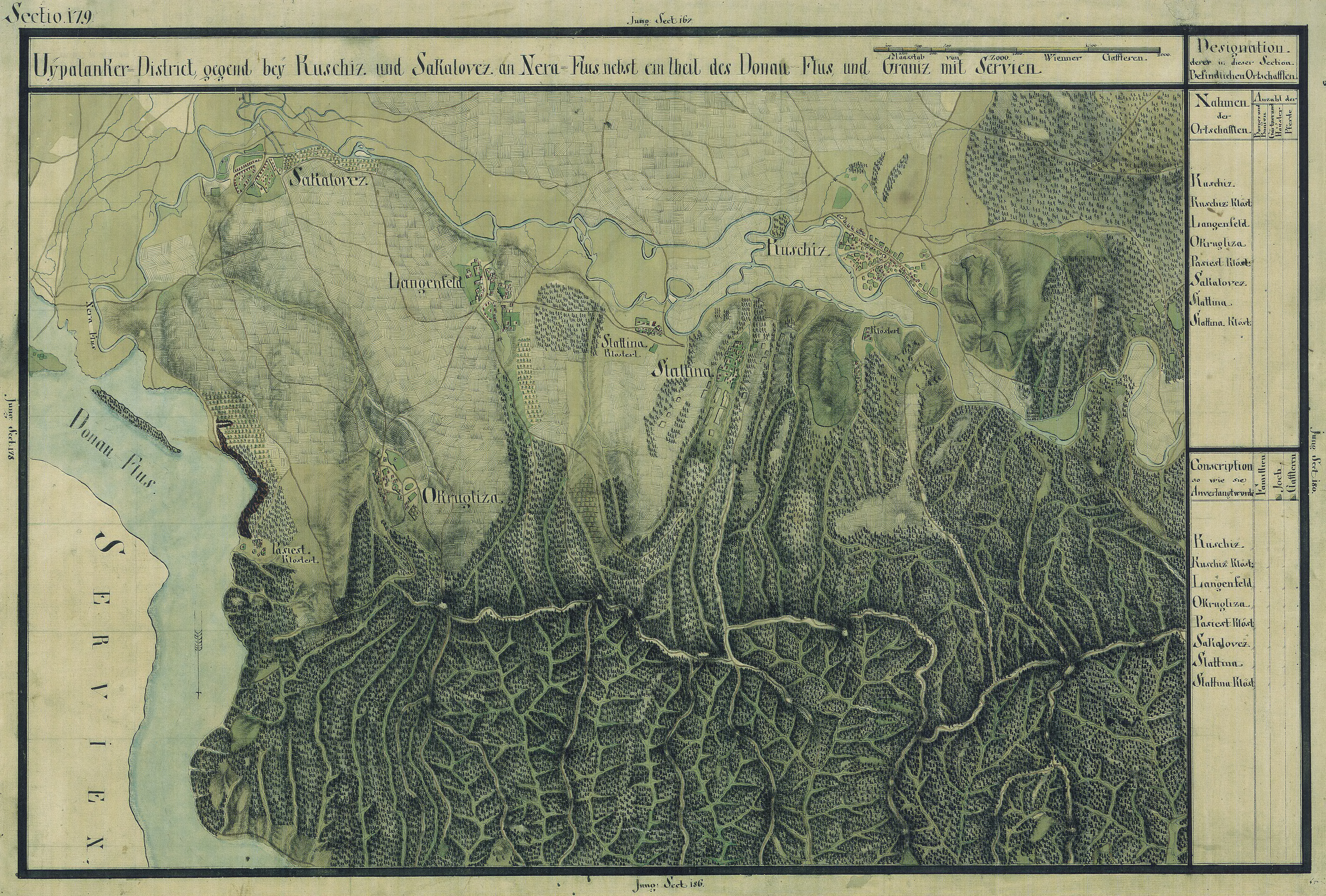
Das Kloster Baziaș auf der Josephinischen Landaufnahme, 1769–72

Baziaș (deutsch Basiasch, ungarisch Báziás, serbokroatisch Базjаш, Bazjaš) ist ein Dorf im Kreis Caraș-Severin, in der Region Banat, im Südwesten Rumäniens. Baziaș gehört zur Gemeinde Socol.

## Geografische Lage
Baziaș liegt im äußersten Südwesten des Kreises Caraș-Severin, am Donau-Defilee, am westlichen Ende eines nach Westen reichenden rumänischen Spornes entlang der Donau in das serbische Territorium. Die Ortschaft liegt nahe der Mündung der Nera in die Donau am linken Nera-Ufer an der Stelle, an der die Donau Rumänien erreicht. Baziaș befindet sich an der Bahnstrecke Baziaș – Oravița und an der Nationalstraße DN57A Socol – Pojejena.

## Nachbarorte
| Banatska Palanka | Socol                                       | Lescovița, Zlatița |
| Ram              | Kompassrose, die auf Nachbargemeinden zeigt | Banater Gebirge    |
| Rečica           | Ostrovo                                     | Divici             |

## Anfänge
Der Ursprung des Ortsnamens wird unterschiedlich gedeutet. Eine Version besagt, dass der Name von „Basgacht“ kommt, was so viel wie Anfang bedeutet, womit der Eintritt der Donau ins Land gemeint ist. Baziaș ist Fundort einer römischen Münze.
Eine erste urkundliche Erwähnung der Ortschaft stammt aus dem Jahr 1370. Ein mittelalterliches Dokument von 1581 erwähnt eine religiöse Versammlung bei „Bazyasch supra fluvium Danubii“. Bereits damals befand sich hier ein mittelalterliches Kloster, das 1738 im 7. Österreichischen Türkenkrieg von den Osmanen zerstört und 1774 von Serben wieder aufgebaut wurde. Durch den Türkeneinfall von 1788 während des Zweiten Russisch-Österreichischen Türkenkriegs wurde der alte Hafen dem Erdboden gleichgemacht.

## Wirtschaft
Die heutige Ortschaft wurde drei Jahre nach dem Frieden von Jassy von 1792 im Jahre 1795 gegründet. Die Habsburger begannen 1796 mit dem Holzfällen im Banater Bergland. Dadurch gewann Basiasch als Donauhafen an Bedeutung. Als 1831 die Dampfschifffahrt zunahm, wurden in Basiasch die Kohlenvorräte für die Schifffahrt gelagert.
1847 begann der Bau der Eisenbahnstrecke Oravița – Baziaș, musste aber während der Revolution von 1848/49 eingestellt werden. 1855 sah sich Österreich wegen der Finanzkrise gezwungen die Banater Domäne an die Österreichisch-ungarische Staatseisenbahngesellschaft (StEG) zu verkaufen. 1856 wurde die Strecke fertiggestellt und in Betrieb gesetzt. Es war die erste und die älteste auf dem Territorium des heutigen Rumänien. Die Strecke hatte die Trasse Baziaș – Bela Crvka – Jasenovo – Iam – Oravița. Am 30. August 1858 wurde dann die Strecke Timișoara – Vršac – Bela Crvka – Baziaș eingeweiht, die 1863 bis nach Anina verlängert wurde. Diese stellte die Verbindung zu Wien und Westeuropa her. In der Folge wuchs Baziaș zu einem bedeutenden Donauhafen. Es wurden Werften zur Instandhaltung und Reparatur der Schiffe errichtet. Mehrere bedeutende Persönlichkeiten gastierten in Baziaș, unter ihnen Kaiser Franz Joseph I. und König Karl I. von Rumänien. 1880 hatte Baziaș seinen höchsten Entwicklungsstand erreicht.
Doch nach und nach gewann die Eisenbahn an Bedeutung, zudem wurden die Schiffswerften nach Orșova verlegt, so dass Baziaș immer mehr an Bedeutung verlor. Später wurde der Hafen an der Donau nach Moldova Veche verlegt. Der Erste Weltkrieg, der die Dreiteilung des Banats zur Folge hatte, brachte Baziaș in eine Randlage. Der Eisenbahnverkehr zwischen Iam und Baziaș wurde infolge der politischen Divergenzen mit dem Tito-Regime stillgelegt, so dass Baziaș in völlige Isolation geriet.

## Kloster Baziaș

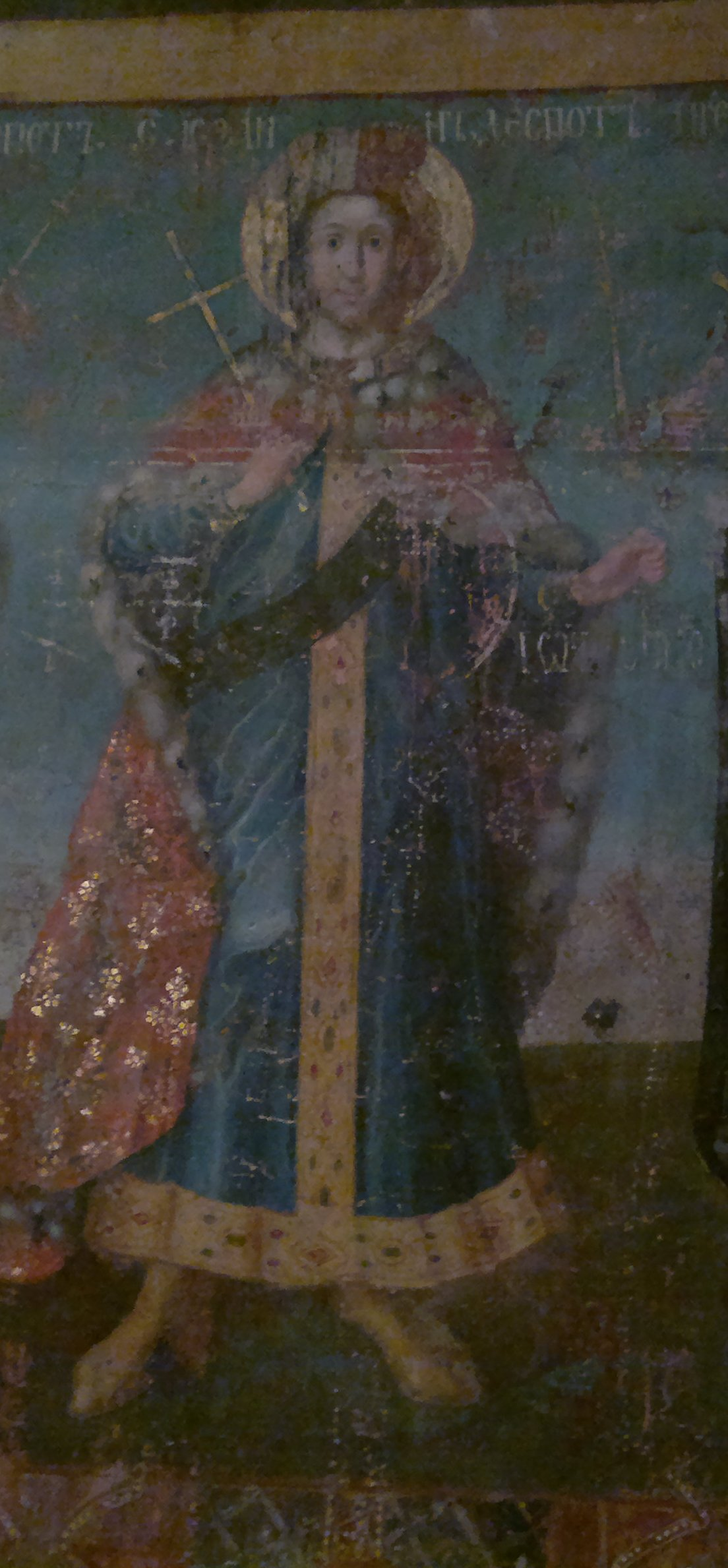
Klosterförderer Jovan Brankovic

Das serbisch-orthodoxe Kloster von Baziaș wurde im Jahr 1225 zur Zeit des ersten serbischen Königs Stefan Nemanjić (1217 bis 1227) und des ersten Erzbischofs von Serbien Sava von Serbien (1219 bis 1235) gegründet und durch den serbischen Despoten in der Vojvodina Jovan Branković (1496–1502) besonders gefördert. Es war auch während der Türkenherrschaft (1552–1718) in Betrieb.
Durch den Frieden von Passarowitz am 21. Juli 1718 trat das Osmanische Reich das Temescher Banat und die Kleine Walachei (im heutigen Rumänien) sowie Nordserbien mit Belgrad und einen Grenzstreifen in Nordbosnien an Österreich ab. Das Kloster konnte wieder aufblühen. Doch bereits im nächsten, dem 7. Österreichischen Türkenkrieg, wurde es 1738 zerstört und erst 36 Jahre später, am Ende des Russisch-Türkischen Krieges, wieder aufgebaut. Diesmal hielt der Frieden noch weniger. Bereits vierzehn Jahre später wurde 1788 im nächsten Türkenkrieg nicht nur das Kloster, sondern der ganze Ort zerstört. Dieses türkische Vorgehen führte zum Ersten Serbischen Aufstand von 1804 bis 1813.
1855 fand eine aufwendige Renovierung statt. Zum Kloster gehörte auch eine Schule.
Seit 1900 trägt das Kloster den Namen „Zum heiligen Sava“. 1955 verstarb der letzte Mönch und mit ihm auch das Mönchsleben im Kloster. Seit der politischen Wende von 1989 lebt wieder ein Mönch im Kloster.

## Naturschutzgebiet Baziaș
Das Naturschutzgebiet von Baziaș, das sich über 170,90 Hektar im Locva-Gebirge erstreckt, ist ein Biotop- und Artenschutzgebiet der IUCN-Kategorie IV. Es ist vorwiegend ein Waldschutzgebiet zum Schutz bedrohter Pflanzenarten und ist Teil des Naturparks Eisernes Tor.
Die Flora des Naturschutzgebiets Baziaș weist eine große Vielfalt auf:
- Manna-Esche (Fraxinus  ornus)
- Kornelkirsche (Cornus mas)
- Silber-Linde (Tilia  tomentosa)
- Zerreiche (Quercus  cerris)
- Paeonia officinalis subsp. banatica
- Gemeine Pfingstrose (Paeonia  officinalis  var.  banatica)
- Korallen-Pfingstrose (Paeonia mascula)
- verschiedene Orchideenarten (Orchidaceae)

Die Fauna ist vertreten durch eine Vielzahl von Insekten, wie Hirschkäfer, Lucanus cervus, Großer Eichenbock, Cerambyx cerdo, Hecken-Wollafter (Eriogaster catax), durch Amphibien und Reptilien, Waldvögel, kleine Säugetiere aber auch Rehe (Capreolus capreolus), Wildschweine (Sus scrofa) oder Wölfe (Canis lupus).

## Bevölkerungsentwicklung
| 1880 | 516 | 42 | 61  | 318 | 95  |
| 1910 | 345 | 12 | 133 | 81  | 119 |
| 1966 | 112 | 55 | 2   | 3   | 52  |
| 1977 | 68  | 26 | 1   | 3   | 38  |
| 2002 | 69  | 54 | ?   | ?   | ?   |
| 2011 | 61  | 30 | 2   | -   | 27  |